# قصر لكبير آيت وافلا (آيت ازدك العليا)
قصر لكبير آيت وافلا هو دُوَّار يقع بجماعة آيت إزدك، إقليم ميدلت، جهة درعة تافيلالت في المملكة المغربية. ينتمي الدوّار لمشيخة آيت ازدك العليا التي تضم 8 دواوير. يقدر عدد سكانه بـ 359 نسمة حسب الإحصاء الرسمي للسكان والسكنى لسنة 2004.و من ابرز وجهاء القبيلة:ايت أولعگيگ، ايت انبارش، ايت شهبون،..  

## روابط خارجية
- البوابة الوطنية للجماعات الترابية نسخة محفوظة 12 مارس 2018 على موقع واي باك مشين.
- المندوبية السامية للتخطيط